# Anthophora occidentalis
Anthophora occidentalis är en biart som beskrevs av Cresson 1869. Anthophora occidentalis ingår i släktet pälsbin, och familjen långtungebin. Inga underarter finns listade i Catalogue of Life.

## Bildgalleri

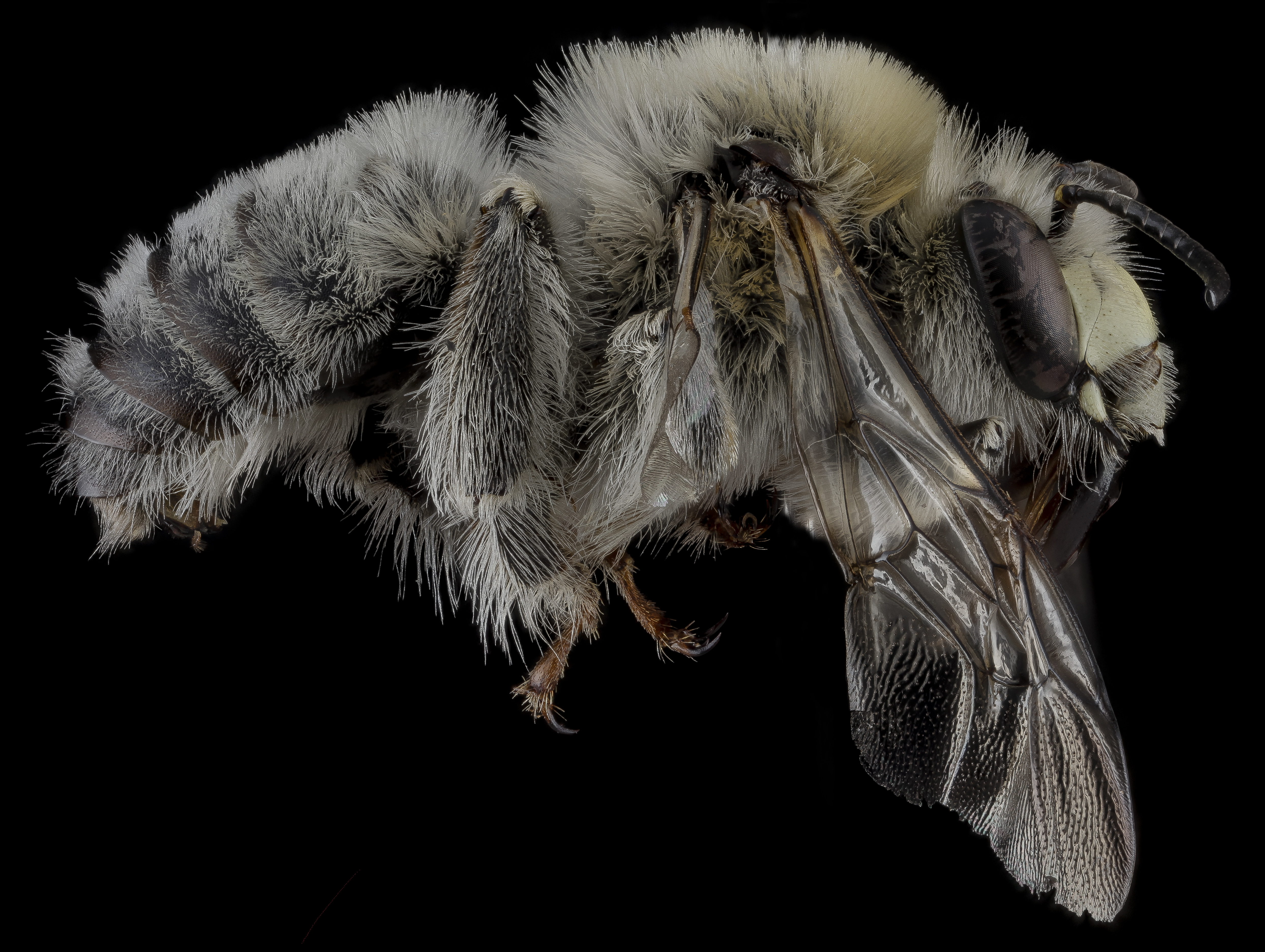
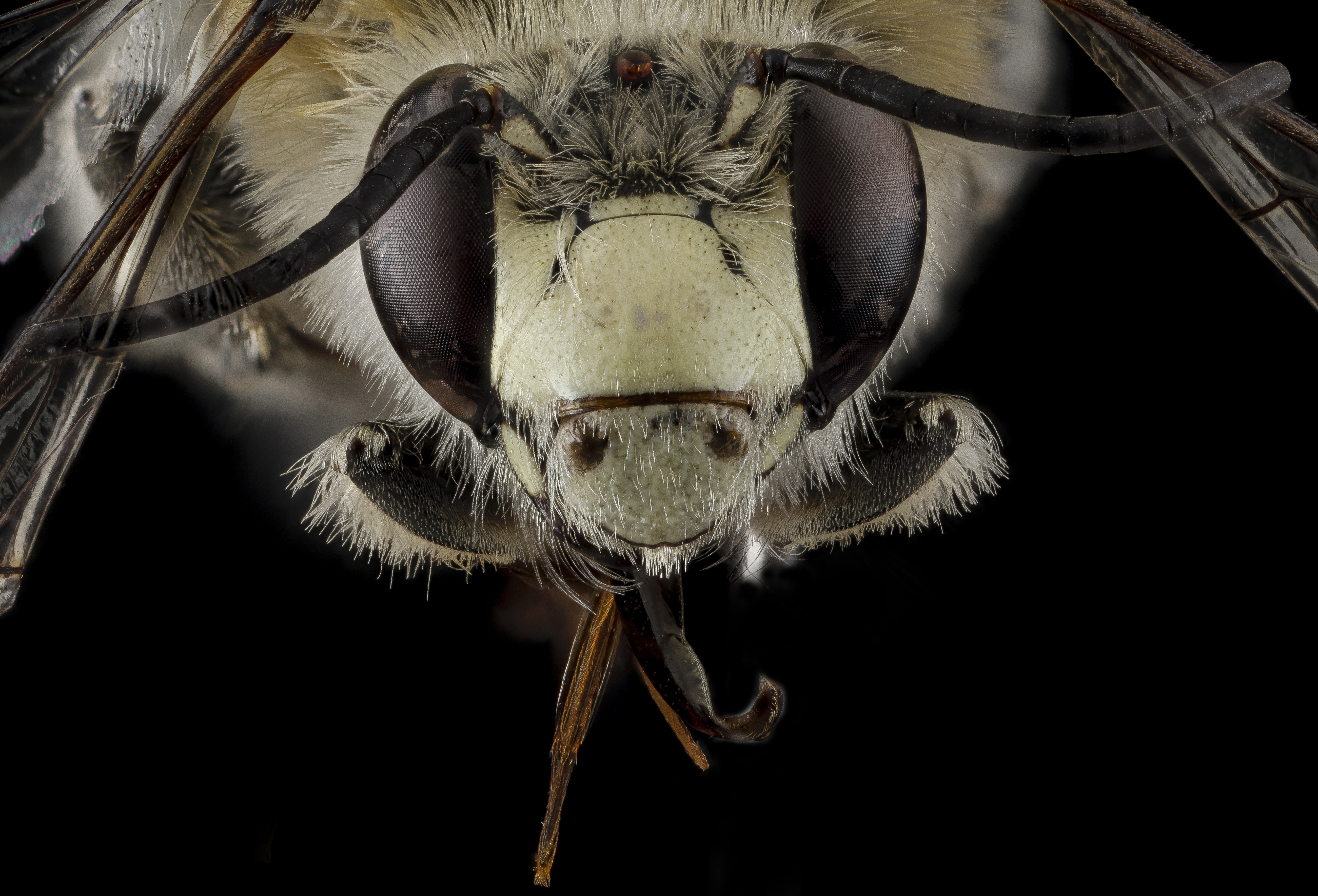
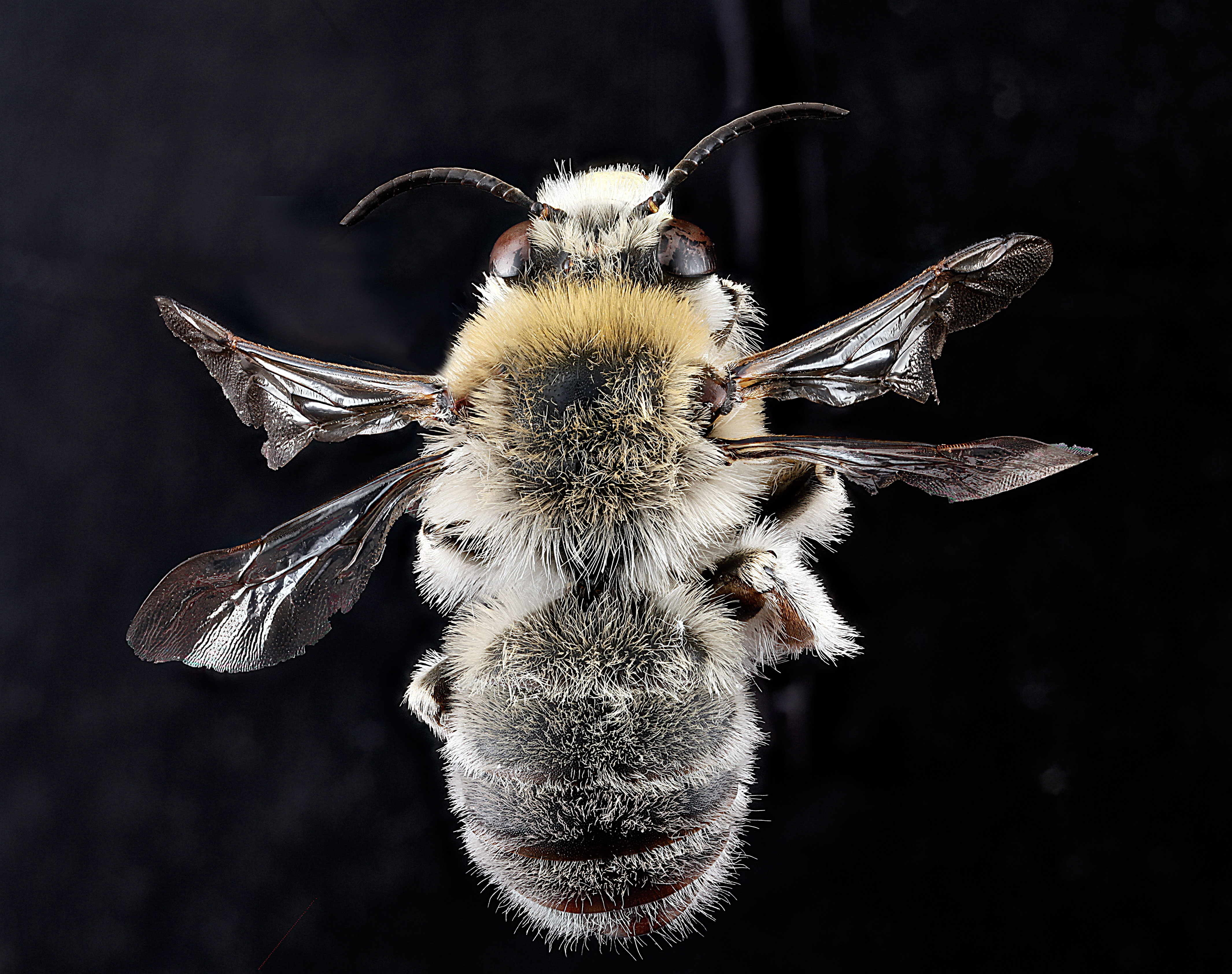